# Xuto
Xuto, na mitologia grega, é um filho de Heleno,  e pai de Aqueu e Íon, ancestrais epônimos dos aqueus e os jônios.
Xuto foi expulso da Tessália pelos outros filhos de Heleno, sob a acusação de tentar apropriar-se da propriedade ancestral. Ele refugiou-se em Atenas, onde se casou com a filha do rei Erecteu, Creúsa [carece de fontes?], e teve dois filhos, Aqueu e Íon.
Quando Erecteu morreu, Xuto foi escolhido para decidir qual de seus filhos seria o sucessor; ele escolheu Cécrope, o mais velho, e foi exilado pelos outros filhos de Erecteu.
Ele refugiou-se na região então chamada de Egialeia,  e que mais tarde seria chamada de Acaia, onde morreu.